# 노드윈드 항공
노드윈드 항공(영어: Nordwind Airlines, 러시아어: ООО «Северный ветер»)은 러시아의 전세 항공사로 허브 공항은 셰레메티예보 국제공항을 사용하고 있다.

## 운항 노선
- 노드윈드항공은 다음과 같이 운항하고있으며, 주로 계절편으로 운항하고 있다.

## 보유 기종

### 현재 보유 중인 기종
- 2025년 7월 기준으로 노드윈드 항공은 다음과 같은 기종을 보유하고 있으며 평균 기령은 16.1년이다.[5][6]

### 퇴역 기종
- 에어버스 A320-200[8]
- 보잉 757-200[9]
- 보잉 767-300ER[10][11]

## 사진

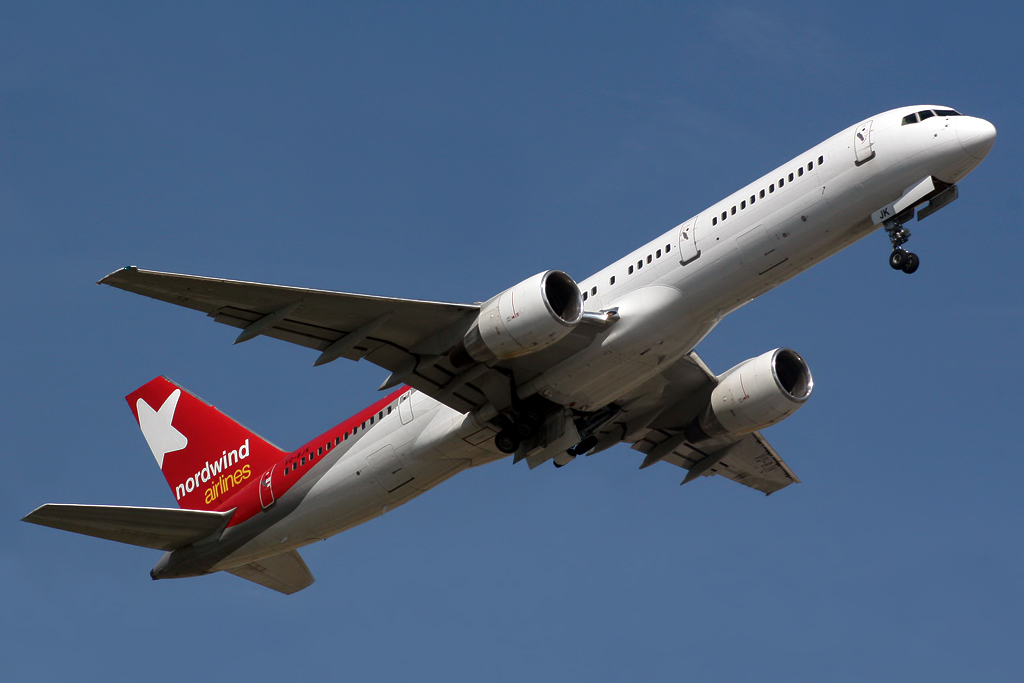
노드윈드 항공의 보잉 757-200 (퇴역)
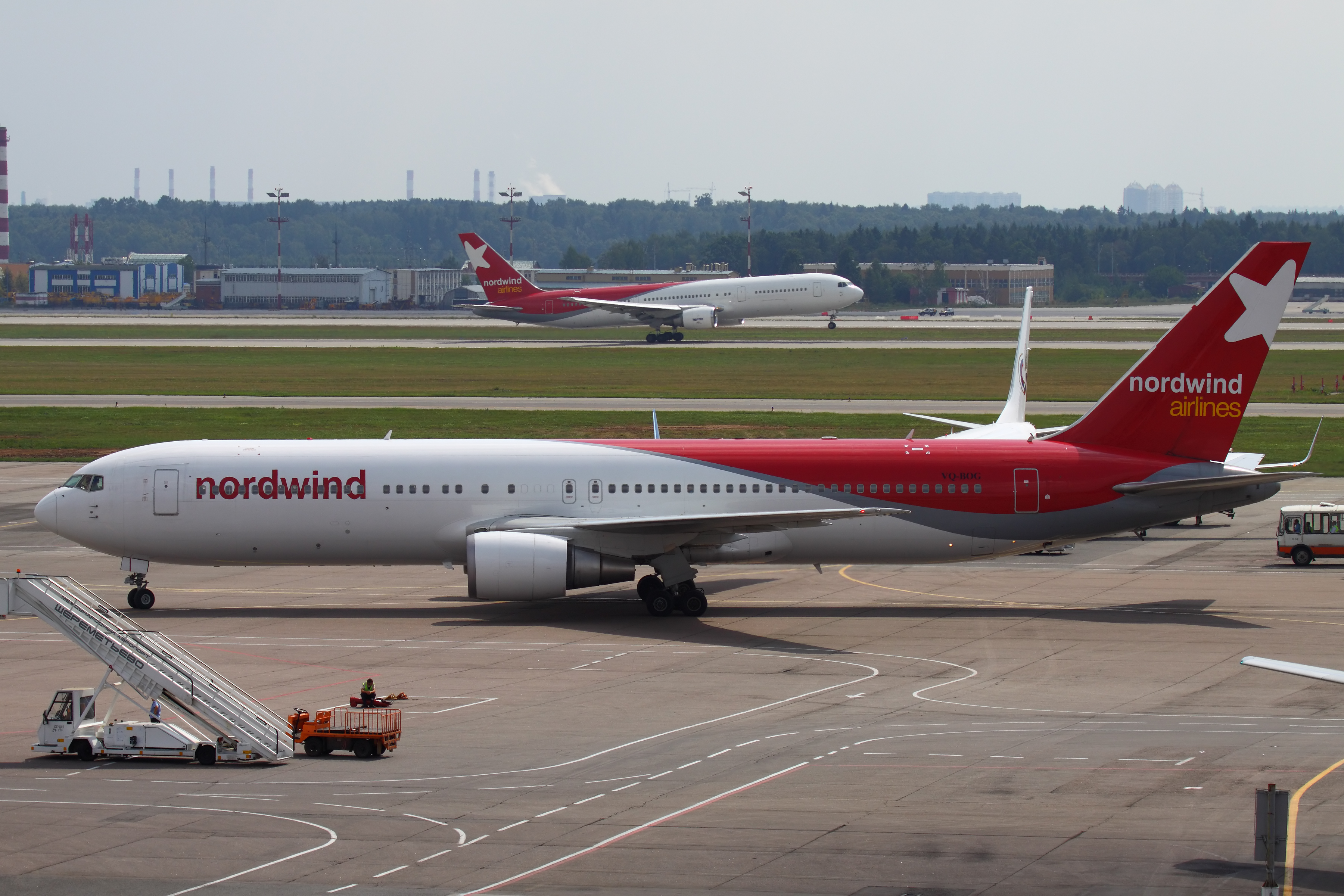
노드윈드 항공의 보잉 767-300ER (퇴역)
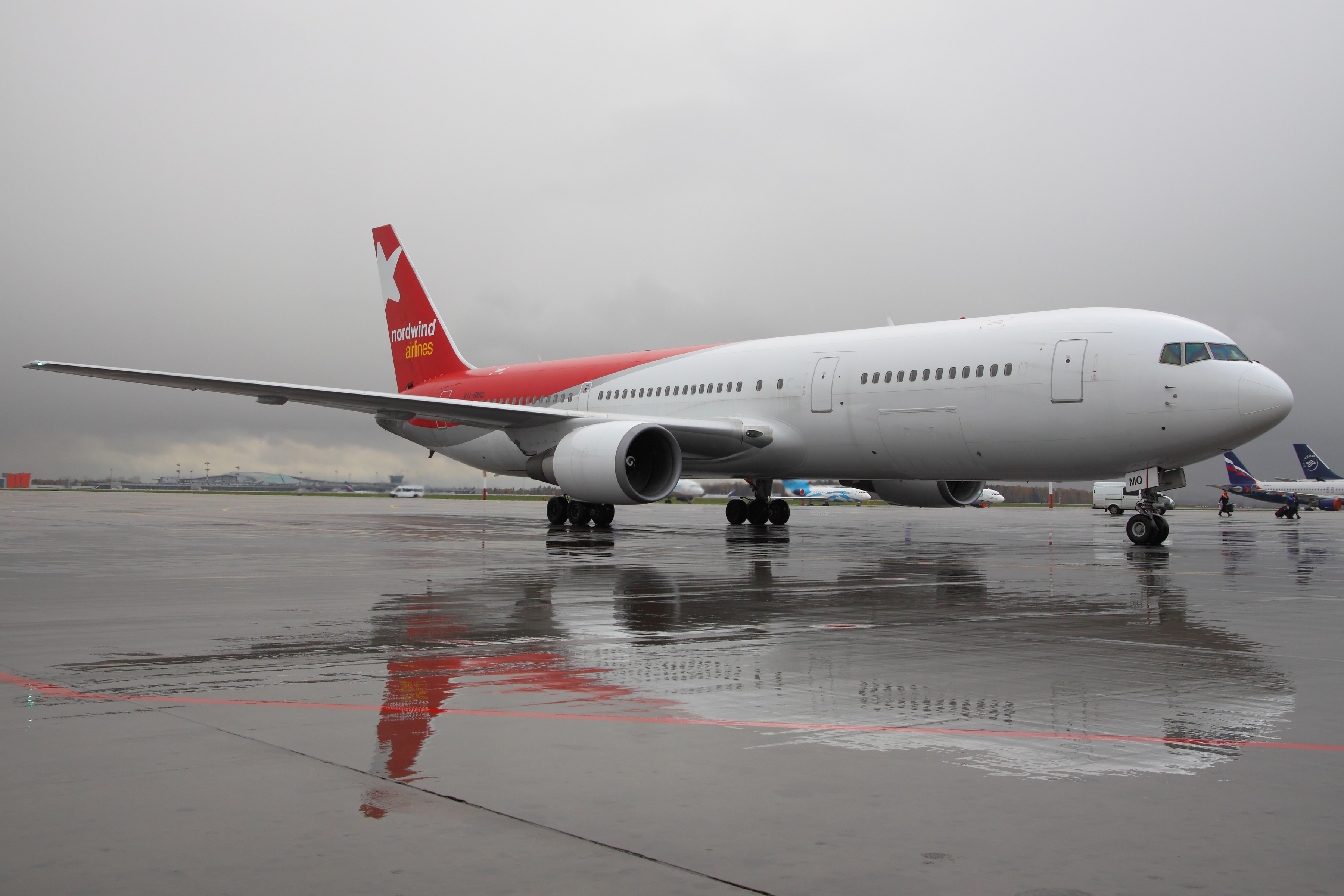
노드윈드 항공의 보잉 767-300ER (퇴역)